# Єзерце (Поморське воєводство)
Єзерце (пол. Jezierce, нім. Jeseritz) — село в Польщі, у гміні Зблево Староґардського повіту Поморського воєводства.
Населення — 202 особи (2011).
У 1975-1998 роках село належало до Гданського воєводства.

## Демографія
Демографічна структура станом на 31 березня 2011 року:
|          | Загалом | Допрацездатний вік | Працездатний вік | Постпрацездатний вік |
| -------- | ------- | ------------------ | ---------------- | -------------------- |
| Чоловіки | 102     | 28                 | 63               | 11                   |
| Жінки    | 100     | 26                 | 53               | 21                   |
| Разом    | 202     | 54                 | 116              | 32                   |